# 奧斯尼
51°10′45″N 28°21′35″E / 51.17917°N 28.35972°E
奧斯尼（烏克蘭語：Осни），是烏克蘭北部的村莊，隸屬日托米爾州的科羅斯滕區。該村始建於1662年，面積0.7平方公里，海拔高度189米，2001年人口138，人口密度每平方公里197.14人。